# Sarzedo (Covilhã)
Sarzedo é uma povoação portuguesa do Município da Covilhã que foi sede da extinta Freguesia de Sarzedo, freguesia que tinha 11,07 km² de área e 130 habitantes (2011), e, por isso, uma densidade populacional de 11,7 hab/km².
A Freguesia de Sarzedo foi extinta em 2013, no âmbito de uma reforma administrativa nacional, tendo sido agregada à Freguesia de Teixoso, para formar uma nova freguesia denominada União das Freguesias de Teixoso e Sarzedo.
Sarzedo foi sede de um pequeno concelho extinto em 1836. Este era composto apenas por uma freguesia e tinha, em 1801, 430 habitantes. Esteve incorporado no concelho de Valhelhas entre 1836 e 1855.

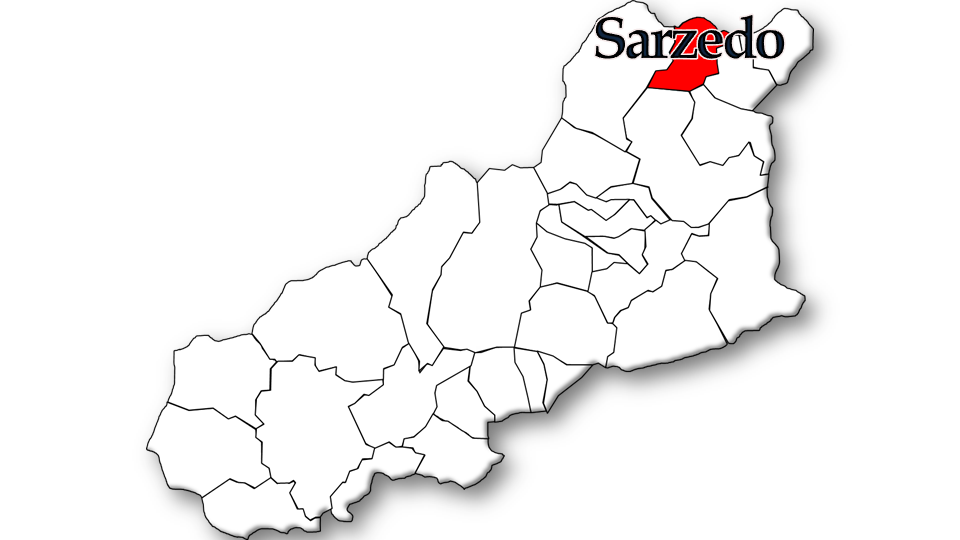
Localização no Município da Covilhã

## População
| População da freguesia de Sarzedo | População da freguesia de Sarzedo | População da freguesia de Sarzedo | População da freguesia de Sarzedo | População da freguesia de Sarzedo | População da freguesia de Sarzedo | População da freguesia de Sarzedo | População da freguesia de Sarzedo | População da freguesia de Sarzedo | População da freguesia de Sarzedo | População da freguesia de Sarzedo | População da freguesia de Sarzedo | População da freguesia de Sarzedo | População da freguesia de Sarzedo | População da freguesia de Sarzedo |
| --------------------------------- | --------------------------------- | --------------------------------- | --------------------------------- | --------------------------------- | --------------------------------- | --------------------------------- | --------------------------------- | --------------------------------- | --------------------------------- | --------------------------------- | --------------------------------- | --------------------------------- | --------------------------------- | --------------------------------- |
| 1864                              | 1878                              | 1890                              | 1900                              | 1911                              | 1920                              | 1930                              | 1940                              | 1950                              | 1960                              | 1970                              | 1981                              | 1991                              | 2001                              | 2011                              |
| 555                               | 571                               | 665                               | 656                               | 663                               | 664                               | 610                               | 639                               | 639                               | 561                               | 390                               | 297                               | 214                               | 175                               | 130                               |

## Património
- Igreja de Nossa Senhora da Conceição (matriz)
- Capelas de Nossa Senhora das Preces e do Espírito Santo
- Torre
- Chafariz
- Miradouro
- Vestígios castrejos do Mato da Atalaia